# غیاث‌الدین کرت
ملک غیاث‌الدین کرت یکی از برجسته‌ترین امیر  سلسلهٔ آل کرت بود که در سدهٔ هشتم هجری در منطقهٔ خراسان بزرگ، به‌ویژه شهر هرات، حکومت کرد. حکومت او از جمله دوره‌های مهم در تاریخ منطقه محسوب می‌شود که در آن ثبات سیاسی، عمران و تعامل‌های هوشمندانه با ایلخانان مغول در کنار گسترش قلمرو، هرات را به مرکز فرهنگی و اقتصادی بدل ساخت.
ملک غیاث‌الدین کرت یکی از نامدارترین فرمانروایان آل کرت بود که نقش کلیدی در تثبیت قدرت این خاندان در خراسان ایفا کرد.
او پس از مرگ برادرش، ملک فخرالدین، در حدود سال ۷۰۸ هجری قمری به حکومت رسید و توانست با سیاستی محتاطانه، روابط خود را با ایلخانان مغول حفظ کند.
در دورهٔ حکومت او، شهر هرات شاهد رشد علمی و فرهنگی قابل توجهی بود و شماری از مدارس، خانقاه‌ها و کتابخانه‌ها در این دوره ساخته شدند.
ملک غیاث‌الدین همچنین از حامیان صوفیان و علما بود و رابطه‌ای نزدیک با طریقت‌های مختلف صوفیانه در هرات برقرار کرد.

## زنده گی نامه و پیشینه خانواده گی
ملک غیاث‌الدین کرت از خاندان کرت، خانواده‌ای پارسی‌تبار و وابسته به طریقت حنفی بود که اصالتاً در خراسان نشو و نما یافته بودند. او فرزند رکن‌الدین_کیهن کرت و برادر ملک فخرالدین_کرت بود. خاندان کرت به عنوان حکامی نیمه‌مستقل در دوره پس از حملهٔ مغول، در منطقهٔ هرات و نواحی اطراف، نفوذ قابل توجهی یافتند و با احتیاط و سیاست تعامل‌گرایانه، توانستند میان سلطهٔ مغولان و حفظ استقلال خود تعادل برقرار کنند.
کودکی و نوجوانی غیاث‌الدین در فضایی از آموزش مذهبی، سیاست‌ورزی و تربیت درباری سپری شد. با توجه به زمینه‌های دینی خانواده‌اش، او با علوم اسلامی آشنا گردید و در همان حال برای آینده‌ای سیاسی آماده می‌شد. در زمان پادشاهی برادرش، ملک فخرالدین، غیاث‌الدین در برخی از امور اداری و نظامی مشارکت داشت و تدریجاً تجربه لازم برای فرمانروایی را کسب کرد.

## آغاز حکومت
در سال ۷۰۷ هجری قمری، پس از درگذشت ملک فخرالدین، غیاث‌الدین که در آن زمان در هرات اقامت داشت، توسط بزرگان لشکری و کشوری به عنوان جانشین رسمی اعلام شد. اما برای کسب تأیید رسمی از سوی ایلخان مغول، اولجایتو، او به دربار ایلخانان در سلطانیه سفر کرد. در آنجا، با هوشیاری و تدبیر، موفق به جلب نظر اولجایتو شد و فرمان حکومت خراسان را دریافت نمود.
با این حال، اقامت او در سلطانیه بدون مشکل نبود. برخی از امیران مغول مانند بوجای و محمد دولداری او را به خیانت و دو‌رویی متهم کردند و باعث شدند که ایلخان نسبت به او بدگمان گردد. این موضوع موجب شد غیاث‌الدین مدتی در دربار تحت نظر باقی بماند. اما با وساطت دو تن از رجال پرنفوذ آن زمان، یعنی خواجه_رشیدالدین_فضل‌الله_همدانی و شیخ عبدالرحمن اسفراینی، تهمت‌ها برطرف شد و غیاث‌الدین مجدداً اجازه بازگشت به هرات یافت.

## تثبیت قدرت و سرکوب شورش ها
پس از بازگشت به هرات، ملک غیاث‌الدین بلافاصله به امور کشورداری پرداخت و با دقت زیاد دست به سرکوب عناصر ناسازگار و تجدید ساختار اداری زد. یکی از مهم‌ترین شورش‌هایی که با آن روبرو شد، شورش شاهزاده یسور بود که با حمایت برخی قبایل محلی، به قصد جداسازی بخش‌هایی از قلمرو کرتی‌ها اقدام به طغیان کرده بود. غیاث‌الدین شخصاً رهبری لشکر را برعهده گرفت و پس از چندین نبرد سنگین، شورش را به شدت سرکوب کرد.
وی همچنین با توطئه‌های داخلی برخی از خاندان‌های محلی روبرو شد که خواهان استقلال از حکومت مرکزی بودند. با صلابت و سیاست هوشمندانه، هم از قدرت نظامی استفاده کرد و هم با برخی از مخالفان مصالحه نمود، و بدین وسیله ساختار قدرت خود را به‌طور کامل تثبیت کرد.

## فتوحات و گسترش سرزمین
در دورهٔ پادشاهی غیاث‌الدین، قلمرو حکومت آل کرت به‌گونه‌ای چشمگیر گسترش یافت. او مناطقی چون فراه، سجستان، غور، بدخشان و غرجستان را به قلمرو خویش ملحق کرد. این فتوحات نه‌تنها از دید نظامی بلکه از لحاظ اقتصادی نیز دارای اهمیت زیادی بودند، زیرا بسیاری از این مناطق مسیرهای کاروانی و تجاری مهمی داشتند که به رونق خزانه دولت و گسترش نفوذ آل کرت کمک می‌کردند.
در برخی از این فتوحات، پادشاه با سیاست نرم‌افزاری وارد شد؛ با وعده امنیت، تقرب به دین اسلام و مشارکت در آبادانی، حاکمان محلی را وادار به تسلیم کرد و در دیگر جاها با قاطعیت نظامی برخورد نمود.

## سیاست داخلی
یکی از وجوه بارز حکومت غیاث‌الدین، توجه او به اصلاحات اداری و دیوانی بود. او دستگاه دیوان‌سالاری را منظم کرد و عالمان و فقیهان را در امور حکومتی شریک ساخت. در حکومت او، قاضی‌القضات منصوب شد و نظام قضا بر پایه فقه حنفی تنظیم گردید.
غیاث‌الدین دادخواهی مردم را یکی از ارکان حکومت می‌دانست و همواره مجالس شکایت و داد برگزار می‌کرد. او بر ادارهٔ مالیات‌ها، حفاظت از کشاورزان، تنظیم بازار و تثبیت نرخ ارزاق عمومی نظارت مستقیم داشت. رفتار نسبتاً معتدل او با علما، صوفیه و بزرگان دینی، احترام عمومی را برای او به‌همراه آورد و موجب وحدت میان طبقات مختلف جامعه شد.

## عمران و آبادانی
پادشاه در بازسازی شهرهایی که از حمله مغول آسیب دیده بودند، اهتمام ورزید. در هرات، مرکز حکومت او، ساختمان‌های بسیاری احداث یا بازسازی شد. مسجدها، مدارس، رباط‌ها، بازارها و پل‌ها ساخته شدند یا گسترش یافتند. گفته می‌شود که در دوران او، شهر هرات از حیث رونق فرهنگی و اقتصادی با مراکزی چون نیشابور و بخارا رقابت می‌کرد.
او همچنین از هنر و معماری حمایت می‌کرد. گرچه دوران طلایی هنر هرات مربوط به دوره تیموری است، ولی پایه‌های بسیاری از آن در همین دوره گذاشته شد. توجه به خوشنویسی، نگارگری، علوم دینی و تأسیس مدارس دینی از جمله اقدامات او بود.

## مرگ
ملک غیاث‌الدین کرت در سال ۷۲۹ هجری قمری در شهر هرات وفات یافت. پس از مرگ او، فرزندش معزالدین_حسین کرت جانشین شد و مسیر پدر را در ادارهٔ کشور ادامه داد. پیکر غیاث‌الدین در آرامگاه خانوادگی در هرات به خاک سپرده شد.
مرگ او برای مردم هرات تلخ و اندوهناک بود، زیرا او را پادشاهی دادگر، آبادگر و سیاست‌مدار می‌دانستند که توانسته بود خراسان را در یکی از ناآرام‌ترین دوران‌های تاریخی، به جزیره‌ای از امنیت و شکوفایی تبدیل کند.